# Bogu iza nogu (televizijska serija)
Bogu iza nogu  je hrvatska humoristična serija u produkciji Nove TV i studija Studio 25 d.o.o. Snimanje serije počelo je tijekom ljeta 2020., no s prikazivanjem započinje 12. rujna 2021.
Epizode druge sezone s prikazivanjem započinju od 14. listopada 2022.

## Radnja
U seriji se pojavljuju likovi ambicioznog gradonačelnika koji provodi slobodno vrijeme pecajući, svećenika koji se bori s iskušenjima koje mu donosi život i policajca koji se bavi slučajevima poput potrage za izgubljenim biciklom. Prisutna je i borba dviju snažnih žena za pažnju seoskih muškaraca.

## Glumačka postava
| glumac                   | lik                    |
| ------------------------ | ---------------------- |
| Mirna Medaković Stepinac | Ljubica Birtić         |
| Sara Moser               | Tereza Cvjetić 'Pekna' |
| Filip Juričić            | Đuro Janjić            |
| Željko Duvnjak           | Božidar 'Božo'         |
| Asim Ugljen              | Krešo 'Šokre'          |
| Karmen Sunčana Lovrić    | Dragica                |
| Ljubomir Kerekeš         | Zdravko Kos            |
| Dino Rogić               | župnik Dubravko Kos    |
| Nermin Omić              | Anđelko Žderić         |
| Ivan Magud               | Mirko Žderić           |
| Elvira Aljukić           | Zdenka Žderić          |
| Mario Valentić           | Srećko Šojka           |
| Zvonimir Kufek           | Miroslav 'Bumbar'      |
| Vesna Ravenšćak          | Melita Blažević        |
| Radoslava Mrkšić         | Biserka                |
| Nives Celzijus           | poštarica Suzana       |

### Gostujuće uloge
- Slavko Sobin kao Ahmed
- Asja Jovanović kao baba Mara
- Jadran Grubišić kao premijerov izaslanik
- Antonio Malenica kao policajac
- Željko Mavrović kao biskup
- Davor Svedružić kao sanitarni inspektor
- Jerko Marčić kao svećenik
- Franjo Jurčec kao deda Franjo
- Mladen Čutura kao načelnik Donjega Dola
- Damir Poljičak kao vozač
- Andrej Dojkić kao Dado
- Ana Maras Harmander kao Nela, Dadina cura
- Petra Dugandžić kao Verica
- Mirjana Tomaška Antić kao starica
- Matija Kačan kao djelatnik WHO-a
- Goran Malus kao dostavljač
- Dean Krivačić kao vozač autobusa
- Marko Mićunović kao suitor
- Đorđe Kukuljica kao Vinko
- Kristijan Ugrina kao mještanin Donjeg Dola
- Antun Tudić kao Grga
- Matija Jakšeković kao automehaničar
- Liljana Bogojević kao Eva
- Dražen Bratulić kao Fedor Matić
- Roni Lepej kao Albert
- Zijad Gračić kao ministar okoliša
- Vlasta Ramljak kao Marica Lulić
- Luka Petrušić kao Ivan Lulić
- Domagoj Janković kao Ivica Lulić
- Tomislav Krstanović kao ribar
- Goran Grgić kao Čabraja
- Dušan Bućan kao Viktor Labudović
- Slavko Juraga kao recepcioner u hotelu
- Mladen Vulić kao zubar
- Lana Ujević kao medicinska sestra

## Prikazivanje
Od 3. prosinca kada se prikazuje 36. i 41. epizodu, staju s daljnim prikazivanjem novih epizoda i Nova TV to predstavlja kao kraj prve sezone. Zatim od 14. listopada 2022. nastavlja se s novim epizodama.
Serija ukupno ima 70 epizoda podijeljenih u dvije sezone, petnaest epizoda nije nikad prikazano i ne zna se hoće li biti prikazane: 53., 55. – 61., 64., 66. – 69. 
Nova TV je 28. kolovoza 2023. krenula s ponovnim emitiranjem serije. Od neprikazanim epizoda 30. listopada i 8., 9. i 10. studenoga prikazane su epizode 41., 46., 47. 48. Dana 2. veljače 2025. prikazane su 51. i 52. epizoda.
| Sezona | Epizoda | Premijera           | Finale             |
| ------ | ------- | ------------------- | ------------------ |
| 1.     | 35      | 12. rujna 2021.     | 17. prosinca 2021. |
| 2.     | 35      | 14. listopada 2022. | 2. veljače 2025.   |

1. ↑  Prikazana zadnja dostupna epizoda 52. Ostatak epizoda nije prikazan

## Vrijeme i mjesto radnje
Radnja serije odvija se u izmišljenom selu Gornji Dol, koju utjelovljuje selo Veleševec u općini Orle, u Zagrebačkoj županiji.

## Zanimljivosti
- Serija je prerada popularne slovačke serije Horná Dolná, koja se prikazivala od 2015. do 2023. godine na slovačkoj televiziji TV Markíza.[6]

## Vanjske poveznice
- Službena stranica Nova TV
- Popis autora i suradnika serije Nova TV
- Bogu iza nogu u internetskoj bazi filmova IMDb-a